# Вишецевни лансер ракета М270
М270 вишецевни бацач ракета (M270 MLRS) јесте оклопни, самоходни, вишецевни бацач ракета; тип ракетне артиљерије.
Од када је први М270 испоручен америчкој војсци 1983. године, овај вишецевни бацач ракета је уведен у наоружање од стране неколико земаља чланица НАТО-а. Неких 1300 примерака система М270 досада је произведено у Сједињеним Америчким Државама и Европи, заједно са више од 700.000 ракета. Производња система М70 је окончана 2003. године, када је последња серија испоручена египатској војсци.

## Преглед
Ово оружје може гађати вођеним и невођеним пројектилима на даљини од 42 km. Испаљивањем балистичке ракете, као што је она америчке производње познате као Војни тактички ракетни системи (АТАЦАМС), може да погоди циљеве од 300 km; бојева глава у таквим гађањима достиже надморску висину од око 50 km (164.000 стопа). М270 се може користити у гађању и удари и бежи тактикама, тако што брзо испаљује ракете, а затим се помера како би избегао контрабатирање противничке артиљерије.
Овај вишецевни бацач ракета је заједнички развијен од стране Уједињеног Краљевства, Сједињених Држава, Западне Немачке, Француске и Италије. Развијен је из старијих система за подизање опште подршке (ГСРС). Систем оружја М270 МЛРС је колективно познат као М270 МЛРС самоходни утоваривач / лансер (СХУЛ). СХУЛ се састоји од три примарна подсистема: М269 Пуњача Лансирног Модула (ПЛМ), у којем се налази и електронски систем за контролу ватре, спојен је са М993 Носећим Возилом. М993 је дериват шасије Бредли борбеног возила.
Ракете и АТАЦМС пројектили се налазе у измењивим лансирним контејнерима. Сваки контејнер садржи шест стандардних ракета или једну вођену ракету АТАЦМС; два типа се не могу мешати. Пуњач лансирног модула може да држи два контејнера у исто време, која се ручно пуне користећи интегрисани систем витла. Свих дванаест ракета или две АТАЦМС ракете могу се испалити за мање од једног минута. Један лансер који испаљује дванаест ракета може потпуно да покрије један квадратни километар са касетним главама. Из тог разлога, МЛРС се понекад назива "Систем за уклањање мреже" (метричке мапе се обично деле на мрежу од 1 km). Или неформално међу артиљеријским особљем као "прстом Бога", пошто један лансер може санирати целокупан мрежни квадрат, који је приближно величине прста на типичној мапи. Типични МЛРС групни плотун се састојао од три возила М270 од којих је сваки пуцао са свих 12 ракета. Са сваком ракетом која садржи 644 М77 гранате, цели плотун би у циљном подручју спустио 23.184 граната. Међутим, са промашајем од 2%, то би оставило око 400 недетонираних бомби распршених по том подручју, што би могло угрозити пријатељске трупе и цивиле.
У 2006. години, овај систем је унапређен тако да гађа вођеним пројектилима. Права фаза испитивања вођеног јединственог пројектила (ИКСМ31) завршена је по убрзаном распореду у марту 2006. године. Због хитне потребе државе, вођени ракетни системи су брзо постављени и коришћени у Ираку. Локид Мартин је такође добио уговор за претварање постојећих ракета М30 ДПИЦМ ГМЛРС у јединствену варијанту КСМ31.
Јединствена ракета М31 ГМЛРС по први пут је трансформисала М270 у артиљеријски систем по мети циља. Захваљујући ГПС смерницама и једној високо-експлозивној бојевој глави од 200 lb (91 kg), М31 може погађати циљеве прецизно, с мање шансе за колатералну штету, када би требало да испаљује мање ракета, смањујући логистичке захтеве. Јединствена бојева глава такође је омогућила да се МЛРС може користити у урбаним срединама. М31 је имао двоструки модус осигурача са тачком детонације и опцијом кашњења како би уништавао меке циљеве и лако утврђене бункере, с тим да је надограђени М31А1 опремљен вишефункцијским осигурачем који додјељује режим бесконачног зрачења за употребу против људства на отвореном ; режим близине може се подесити на 3 или 10 метара (9,8 или 32,8 стопа) висине експлозије (ВЕ). ГМЛРС има минимални опсег дејства од 15 km и може да погоди циљ на удаљености до 70 km, са својом ударном брзином од 2,5 маха.
Немачки развојни артиљеријски систем, који се зове Артиљеријски топовски модул, користио је МЛРС шасију на својим развојним возилима.
У 2012. години склопљен је уговор о побољшању оклопа М270 и побољшању контроле ватре према стандардима ХИМАРС-а. У јуну 2015. године, на моделу М270А1 је спроведено тестирање испаљивања ракета након надоградње, у вези са пројектом Побољшана оклопа кабине, која обезбеђује возило помоћу побољшаног оклопа кабине и прозора.

## Историјат употребе
Када је први пут примљен у Војску САД, МЛРС је коришћен у комбинованом батаљону који се састојао од две батерије традиционалне артиљерије (хаубице) и једне батерије МЛРС СХУЛ-а (самоходни утоваривач / лансер). Прва оперативна органска или "све МЛРС" јединица био је 6. батаљон, 27. теренске артиљерије.
Да би 6. батаљон, 27. теренске артиљерије поново био активиран као први војни батаљон ракетног система (МЛРС) 1. октобра 1984. године и постао познат као "Поносни ракети". У марту 1990. године, јединица је распоређена у место Вјат Сендс у чијем домету су се налазили пројектили, у Новом Мексику да би се спровели почетни оперативни тест и евалуација војних тактичких ракетних система. Успех теста обезбедио је војсци висококвалитетну прецизност и подршку великог домета.
Дана 2. септембра 1990, 6. батаљон, 27. теренске артиљерије распоређена је у Саудијској Арабији у знак подршке Операцији Пустињски Штит. Ова јединица која је била подређена XVIII Ваздушном корпусу артиљерије, одиграла је кључну улогу у раној одбрани Саудијске Арабије. Пошто је Пустињски Штит претворен у Пустињску Олују, батаљон је био прва јединица САД за артиљерију која је гађала у Кувајт. Током рата, 6. батаљон, 27. теренске артиљерије обезбедио је правовремене и прецизне ракетне ударе и ракетну ватру за амерички корпус на терену, 82. ваздухопловну дивизију, 6. француску оклопну дивизију, 1. оклопну, 1. пјешадијску дивизију, 101. ваздухопловне дивизије и 24. пешадијске дивизије (механизована).
Батерија 92. теренске артиљерије (МЛРС) била је распоређена за време Заливског рата 1990. године из Фт. Худа Текас. Док је 3 / 27. ФА (МЛРС) из Форт Брага распоређена у знак подршке Операцији Пустињски Штит у аугусту 1990. године. А / 21. теренска артиљерија (МЛРС) - артиљерија прве коњичке дивизије распоређена у знак подршке Операцији Пустињска Олуја у септембру 1990. У децембру 1990, А-40. теренска артиљерија (МЛРС) - артиљерија треће оклопне дивизије (Ханау), 1 / 27. ФА (МЛРС) део 41. теренске артиљеријске бригаде (Бабенхаусен) и 4 / 27. ФА (МЛРС) (Вертхеим) размештени су као подршка операцији Пустињски Штит из њихових база у Немачкој и 1 / 158. теренска артиљерија из Националне гарде Оклахома армије распоређена је у јануару 1991.
Почетком фебруара 1991. године, 4-27 ФА покренула је највећу МЛРС ноћну ватру у историји, гађајући са 312 ракете у једној мисији. Од тада се користи у бројним војним ангажманима, укључујући и инвазију на Ирака 2003. године. У марту 2007, британско министарство одбране је одлучило да пошаље трупе МЛРС ради подршке текућим операцијама у јужној провинцији Хелманд у Авганистану; они ће користити ново развијену вођену муницију.
У априлу 2011, прве модернизоване ракете МЛРС II и М31 ГМЛРС су предате немачкој војној артиљеријској школи у Идар Оберштајну. Немачка војска користи ракету М31 која је домета 90 km.

## Верзије
(десно возило)
- М270 је оригинална верзија, која носи оружје од 12 ракета у два контејнера за лансирање са по шест комада. Овај оклопљени мобилни бацач користи издужену Брадли шасију и има високу способност проходности ван путева.
- М270 ИПДС је била привремена надоградња која се примењена на одређени број лансера како би обезбедила могућност испаљивања ракета дугог домета вођених помоћу ГПС АТАЦМС Блок IА, за потребе јединица за брзо реаговање и Блок II ракетне јединице док нису испоручене довољне количине лансера М270А1.
- М270А1 је резултат програма надоградње за америчку војску за 2005. годину, а касније и за неколико других држава. Лансер се појављује идентичан са М270, али садржи побољшани систем за контролу ватре (ПСКВ) и побољшани механички систем покретача (ПМСП). Ово омогућава значајно брже поступке лансирања и отпуштање нових врста муниције, укључујући ГПС-вођене ракете.
- М270Б1 је надоградња британске војске, слична као и А1, али такође укључује и побољшани пакет оклопа, који пружа посади бољу заштиту од напада.
- М270Ц1 је био предлог за надоградњу Локед Мартина који укључује ХИМАРС Универзални систем контриле ватре (УСКВ) уместо ПСКВ.
- МАРС2 / ЛРУ је европска надоградња М270 која укључује Немачку, Италију и Француску. МАРС2 је опремљен новим системом за контролу ватре (ЕСКВ - Европски систем за контролу ватре) подједнако дизајниран за Ваздушну одбрану и космос. ЕСКВ омогућава испаљивање ракета М31, М31А1, М32, АТ2 и 110 мм, али не и М26, М26А1 и М30, како би се осигурала потпуна усклађеност са Конвенцијом о касетној муницији.

## МЛРС ракете и пројектили
Систем М270 може испалити ракете и артиљеријске ракете из МЛРС породице муниције, које се производе и користе на више платформи и у више земаља. Укључујући ове:
- М26 (САД): ракета са 644 М77 са двонаменском унапређеном конвенционалном муницијом (ДНУКМ), домета од 32 km.
  - М26А1 (САД): ракета проширеног домета (РПД) са дометом од 45 km и 518 М85 подмуниције (побољшана верзија М77 ДНУКМ подмуниције).
  - М26А2 (САД): Као М26А1, али користећи М77 подмуницију. Привремено употребљавано док М85 муниција није ушла у службу.
  - Бомба копненог лансирања малог пречника (БКЛМ): Боинг модификује бомбе са малим пречником ракетног мотора који ће бити лансиран са земаљских ракетних система као што је М270 МЛРС. Са демилитаризацијом касетне муниције из ракета М26, компанија наводи да би посебним начином адаптације ракета поново могла да се користи.
- М27 (САД): Потпуно инертна обука Лансирних цеви / Контејнера да би се омогућио пун циклус пуњења током једног обуке.
- М28 (САД): Ракета за обуку. М26 са три теретна контејнера и три контејнера за маркирање димом уместо бојевог пуњења.
  - М28А1 (САД): Ракета са смањеним дометом (РССД) са танким носом. Опсег смањен на 9 km.
- КСМ29 (САД): Ракета са сензором за уништавање оклопа (РСУО). Није стандардизован.
- М30 (САД): Вођени МЛРС (ГМЛРС). Прецизна вођена ракета се простире на преко 60 km са стандардним пуњењем од 404 М85 подмуниције.
- М31 (САД): вођени јединствени МЛРС. Дериват М30 са јединственом високо експлозивном бојном главом за употребу на урбаним и планинским теренима.[20][21]
  - М31А1 (САД): Развијена верзија М31.
- М32 СМАрт (Немачка): Ретрофит ракете М30 од стране Диехл Дифенс-а са комада 4 СМАрт противтенковске подмуниције и новим летачким софтвером. Демонстрирано, али никад није наручено. М32 није био званична ознака
- АТ2 МЛРС ракета (Немачка): СЦАТМИН ракета изведена из М26 са 28 анти-тенковских мина АТ2 и домета од 38 km.
- 110 mm ракета (Немачка): експлозивна бојева глава 110 mm ракета из фазног система ЛАРС2 који је поново употребљен за потребе обуке. Захтева комплет за обуку, који укључује специфични 6 цевни лансер.
- М39 (МГМ-140) (САД): Војни тактички ракетни систем (АТАЦМС). Велики вођени пројектил који користи лансер М270, са разним бојним главама.

Главни чланак: МГМ-140 АТАЦМС
- КСМ135 (САД): Ракета са бинарном хемијском бојном главом (ВКС (нервни агенс)). Није стандардизован.

### Обрнути инжењеринг
Турска је да би добила снабдевање М26 без консензуса из САД и због тога што САД нису желеле да деле технологије започела је израду инверзне инжењерске ракете М26 у оквиру пројекта САГЕ 227 како би имале своје снабдевање ракетама. Током током развоја САГЕ-227 пројекта А / Б / Ц / Д ракете средњег домета са композитним артиљеријским горивом и САГЕ-227 Ф експерименталне вођене ракете које су тада биле развијене.
- Турска ПАРС САГЕ-227 Ф (Турска): експериментално вођени МЛРС (ГМЛРС) развијен од стране ТУБИТАК-САГЕ да замени ракете М26.

### Израелске ракете
Израел је развио сопствене ракете за употребу у "Менатетзу", надограђеном верзијом М270 МЛРС. Ракете развија и производи ИМИ Системс.
- Израел ракета кординиране трајакторије(ТЦС / РАМАМ) (Израел): Трајекторија током лета коригована за побољшану тачност.
- Израел Ромач (Израел): ГПС-вођена ракета са опсегом од 35 km, бојне главе 20 kg (44 lb) и одступањем поготка мањим од 10 метара.[23]
- Израел Ра'ам Еитхан ("Јаки гром") (Израел): побољшана верзија ТЦС / РАМАМ-а (трајекторија током лета коригована за побољшану тачност) са знатно смањеним процентом грешке код поготка.

Одабране спецификације ракете
- Калибар: 227 mm (8,9 in)
- Дужина: 3,94 m (12,93 стопа)
- Мотор: ракета на чврсто гориво

| Назив           | Тежина             | Домет (макс) | Вођење  | Бојева глава                                                        |
| --------------- | ------------------ | ------------ | ------- | ------------------------------------------------------------------- |
| M26             | 306 kg (675 lb)    | 32 km        |         | 644 M77 DPICM submunitions                                          |
| M26A1/A2        | 296 kg (653 lb)    | over 45 km   |         | M26A1: 518 M85 DPICM submunitions M26A2: 518 M77 DPICM submunitions |
| M30/M31         |                    | 84 km        | GPS/INS | M30: 404 M85 DPICM submunitions M31: 90 kg (200 lb) unitary HE      |
| AT2 SCATMIN     | 254 kg (560 lb)    | 39 km        |         | AT2 mine                                                            |
| PARS SAGE-227 F | over 300 kg/160 kg | 70 km        |         |                                                                     |

### Алтернативни програм бојеве главе
У априлу 2012, Локид Мартин је добио уговор од 79,4 милиона долара за развој ГМЛРС-а који укључује алтернативну бојну главу дизајнирану у Алиант Течсистемс-у, која би замијенила ДНУКМ касетне бојеве главе. Верзија АВ је дизајнирана као замена са мало измена потребних за постојеће ракете. Програм развоја инжењерства и производње (ЕМД) требало је да траје 36 месеци, а очекује се да ће ГМЛРС алтернативне бојеве главе ступити у употребу крајем 2016. године. АВ бојна глава је велика авио фрагментирајућа бојева глава која експлодира на висини 30 стопа (9,1 m) преко циљног подручја како би растеретила продорне пројектиле. Знатна штета може бити проузрокована због велике површине коју покрива, остављајући за собом само чврсте металне пројектиле и инертне ракетне фрагменте. из 90 kg (200 lb) тешке бојеве главе која садржи приближно 182.000 предформираних волфрамових фрагмената.
Дана 22. маја 2013. године, тест Локид Мартин и АТК су извели тест гађање ГМЛРС ракетом са новом касетном бојевом главом развијеном у оквиру програма Алтернативних бојеве главе (АВО), чији је циљ био да произведе замену за ДНУКМ бомбе у М30 вођеним ракетама. Испаљен је од стране М142 ХИМАРС-а и путовао је 35 km пре детонације. АВО бојеве главе ће имати једнаки или већи утицај на материјалне и пешадијске циљеве, не остављајући неексплодиране убојне мамице.
Дана 23. октобра 2013. године Локид је спровео трећи и последњи инжењерски развојни тест ГМЛРС алтернативне бојне главе. Три ракете су које су испаљене на удаљености од 17 km уништиле су своје циљеве. Програм Алтернативне бојеве главе је затим дошао у фазу тестирања производних услова. Пети и последњи тест услова за производњу (ТУП) за АВ ГМЛРС је спроведен у априлу 2014. године, испаљивањем четири ракете ХИМАРС-а на мету удаљену 65 km.
Дана 28. јула 2014. године, Локид је успешно завршио сва развојна тестирања / оперативна тестирања (РТ / ОТ) за АВ ГМЛРС. То су били су први тестови спроведени са војницима који су управљали системом за контролу ватре, испаљујући ракете средње и далекометније од ХИМАРС-а. Иницијални оперативни тест и евалуације (ИОТ & Е) требало је да буде провести на јесен 2014.
Компанија Локид је 15. септембра 2015. године склопила уговор за производњу јединичне ракете ГМЛРС Лот 10, која укључује прву наруџбу за производњу АВ.

## М993 - спецификације
- Усвојен у наоружање: 1982 (војска САД)[33]
- Први пут је примењен у акцији: 1991
- Посада: 3
- Тежина напуњен : 24,756 кг
- Дужина: 6.86 метара
- Ширина : 2.97 метара
- Висина : 2.57 метара
- Максимална брзина на путу : 64 км на сат
- Операциони домет : 480 км
- Просечна цена : 2,3 милиона долара

## Корисници

### Тренутни корисници
- Египат - 48
- Бахреин - 9
- Финска - 22
- Француска - 13
- Немачка - 50+202
- Грчка - 36
- Израел - 64
- Италија - 22
- Јапан - 99
- Саудијска Арабија - 50
- Јужна Кореја - 58
- Турска - 12
- Уједињено Краљевство - 42
- Сједињене Америчке Државе - 840+151[34]
- Украјина - 10[35][36][37]

### Бивши корисници
- Данска: Краљевска Данска Војска (није више у служби; продато Финској Војсци) (12)
- Холандија: Краљевска војска Холандије (није у употреби од 2004; продато Финској Војсци)
- Норвешка: Норвешка краљевска војска (12) (никада није ушао у званичну употребу; у складишту)